# Liste der Baudenkmäler in Feldkirchen-Westerham

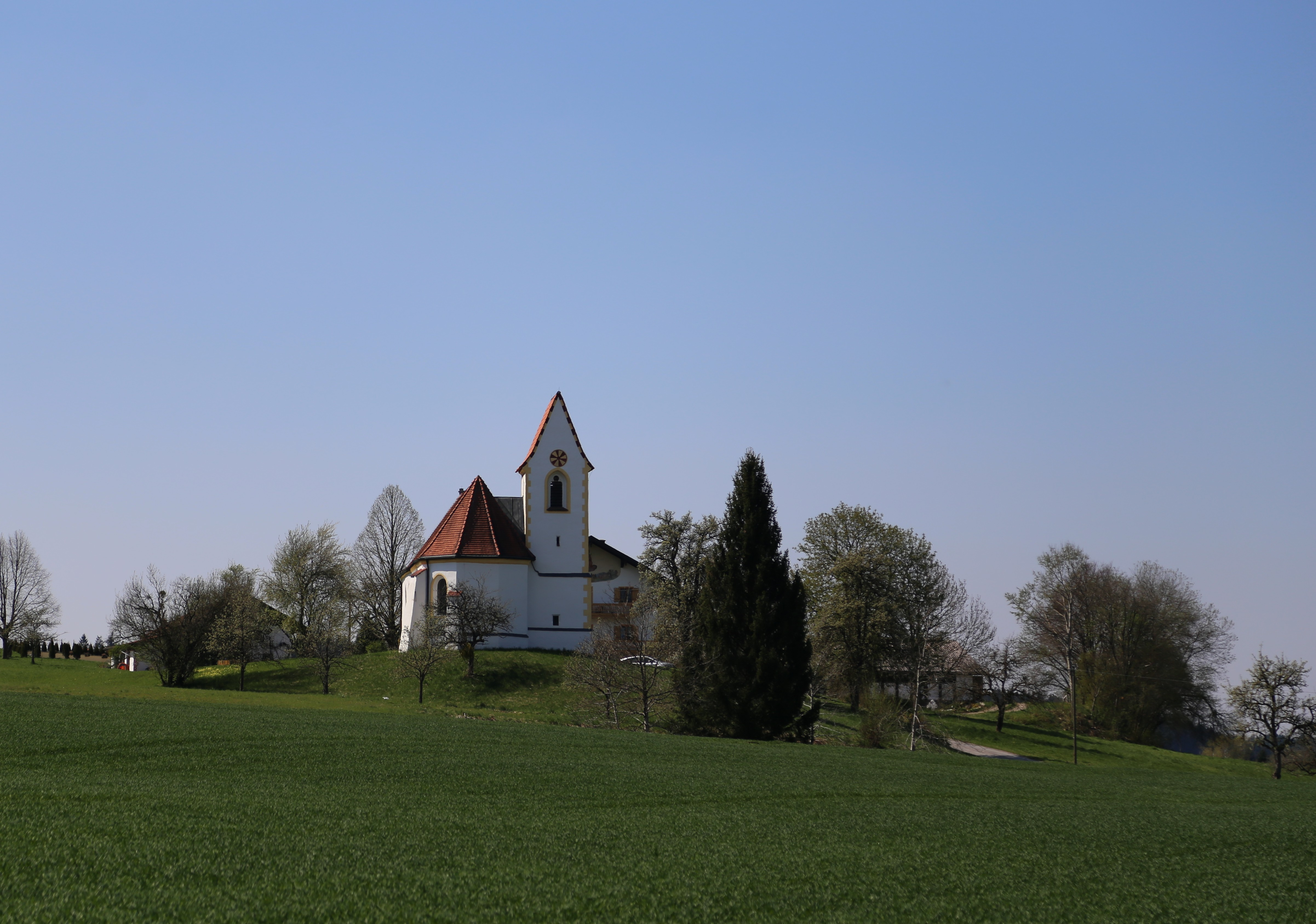
Mariä Verkündigung in Elendskirchen

Auf dieser Seite sind die Baudenkmäler in der oberbayerischen Gemeinde Feldkirchen-Westerham zusammengestellt. Diese Tabelle ist eine Teilliste der Liste der Baudenkmäler in Bayern. Grundlage ist die Bayerische Denkmalliste, die auf Basis des Bayerischen Denkmalschutzgesetzes vom 1. Oktober 1973 erstmals erstellt wurde und seither durch das Bayerische Landesamt für Denkmalpflege geführt wird. Die folgenden Angaben ersetzen nicht die rechtsverbindliche Auskunft der Denkmalschutzbehörde.

## Baudenkmäler nach Ortsteilen

### Feldkirchen
| Lage                                       | Objekt                                 | Beschreibung | Akten-Nr.             | Bild           |
| ------------------------------------------ | -------------------------------------- | --- | --------------------- | -------------- |
| Münchener Straße 1 (Standort)              | Gartenmauer mit Inschriftstein         | Westliche Gartenmauer des Pfarrhofes, 18. Jahrhundert Inschriftstein, bezeichnet mit 1642 Marienfigur, Kalkstein, 18. Jahrhundert; vor der westlichen Gartenmauer | D-1-87-130-1 Wikidata | weitere Bilder |
| Münchener Straße 2; Grieblweg 5 (Standort) | Katholische Pfarrkirche St. Laurentius | Saalbau mit Satteldach und westlichem Turm mit welscher Haube, historisierender Neubau unter Einbeziehung des spätgotischen Turmunterbaus von Hans Schurr, südliche Turmwand bezeichnet mit 1469, 1906 Neubau; mit Ausstattung Kriegerdenkmal für die Gefallenen der Mordweihnacht von 1705, des Russlandfeldzugs von 1812, des Krieges 1870/71 und des Ersten Weltkrieges, Kalksteinrelief, um 1918 Friedhofskapelle, tempelartiger Massivbau mit Flachdach, dreibogigem Arkadengang, Mittelrisalit mit Satteldach und Putzgliederungen, historisierend, um 1906 | D-1-87-130-2 Wikidata | weitere Bilder |
| Münchener Straße 4 (Standort)              | Wohnhaus                               | Zweieinhalbgeschossiger Flachsatteldach mit Segmentbogenfenstern, zwei eisernen Balkonen und Putzgliederungen im Neurenaissancestil, im Giebelfeld bezeichnet mit 1895 | D-1-87-130-3 Wikidata | weitere Bilder |
| Münchener Straße 8 (Standort)              | Postamt Feldkirchen                    | Zweigeschossiger Putzbau mit Steilwalmdach und Gauben, Marmortürgewände, Sterntür, Wandfresko und Putzgliederungen, modern-historisierend, 1925 von Robert Vorhoelzer | D-1-87-130-4 Wikidata | weitere Bilder |
| Rosenheimer Straße 1 (Standort)            | Ehemaliges Gasthaus                    | Zweigeschossiger Putzbau mit mittelsteilem Halbwalmdach, wohl 1. Drittel 19. Jahrhundert | D-1-87-130-6 Wikidata | weitere Bilder |
| Westerhamer Straße 1 (Standort)            | Wohnhaus                               | Zweigeschossiger verputzter Bau mit hohem Halbwalmdach, östlich Standerker mit Glockentürmchen, 2. Hälfte 18. Jahrhundert | D-1-87-130-7 Wikidata | weitere Bilder |
| Westerhamer Straße 10 (Standort)           | Villenartiges Wohnhaus                 | Zweigeschossiger Bau mit Schopfwalmdächern und aufgeständerten Balkonen, Risalit mit Zierfachwerk, im Landhausstil, nach Plänen von Johann Wild, 1904 | D-1-87-130-8 Wikidata | weitere Bilder |

### Altenburg
| Lage                                | Objekt                                             | Beschreibung | Akten-Nr.              | Bild           |
| ----------------------------------- | -------------------------------------------------- | --- | ---------------------- | -------------- |
| Altenburg 3 (Standort)              | Wohnhaus, ehemaliger Verwaltungssitz des Schlosses | Zweigeschossiger verputzter Satteldachbau mit Kniestock und bemalten Dachuntersichten, Türstock bezeichnet mit 1873, im Kern älter Einfriedung, 2. Hälfte 19. Jahrhundert | D-1-87-130-9 Wikidata  | weitere Bilder |
| Altenburg 5 (Standort)              | Ehemaliges Forst- und Jagdhaus                     | Stattlicher zweigeschossiger Satteldachbau, 1790, Umbauten erste Hälfte 19. Jahrhundert | D-1-87-130-10 Wikidata | weitere Bilder |
| Altenburg 6; Altenburg 7 (Standort) | Schloss Altenburg                                  | Vierflügelanlage um einen Innenhof, dreigeschossige Baukörper mit Walmdächern, südwestlichem Mittelrisalit und nordöstlich vorgelagertem dreigeschossigem Torbau mit Dachreiter und Zeltdach, im Kern Mitte 16. Jahrhundert, Umbau im 18. Jahrhundert, 1879 Restaurierung und Umbau; mit Ausstattung Verbindungsbrücke über den ehemaligen Wassergraben, 18. Jahrhundert Parkanlage, im Stil eines englischen Landschaftsgartens, mit Baumgruppen und Wegen, in den anschließenden Wald übergehend, 2. Hälfte 19. Jahrhundert | D-1-87-130-11 Wikidata | weitere Bilder |
| Kapellenfeld (Standort)             | Evangelisch-Lutherische Kapelle                    | Satteldachbau mit Dachreiter, im Kern zweite Hälfte 18. Jahrhundert, Umbau 19. Jahrhundert; mit Ausstattung | D-1-87-130-12 Wikidata | weitere Bilder |

### Aschbach
| Lage                   | Objekt                               | Beschreibung                                                                           | Akten-Nr.              | Bild                                 |
| ---------------------- | ------------------------------------ | -------------------------------------------------------------------------------------- | ---------------------- | ------------------------------------ |
| Aschbach 17 (Standort) | Wohnteil des ehemaligen Bauernhauses | Zweigeschossiger Flachsatteldachbau mit traufseitiger Laube, 1. Hälfte 19. Jahrhundert | D-1-87-130-13 Wikidata | Wohnteil des ehemaligen Bauernhauses |

### Aschhofen
| Lage                    | Objekt  | Beschreibung                                                                  | Akten-Nr.              | Bild           |
| ----------------------- | ------- | ----------------------------------------------------------------------------- | ---------------------- | -------------- |
| In Aschhofen (Standort) | Kapelle | Verputzter Satteldachbau mit verschindeltem Dachreiter, 1826; mit Ausstattung | D-1-87-130-14 Wikidata | weitere Bilder |

### Elendskirchen
| Lage                       | Objekt                                      | Beschreibung | Akten-Nr.              | Bild           |
| -------------------------- | ------------------------------------------- | --- | ---------------------- | -------------- |
| Elendskirchen 1 (Standort) | Katholische Filialkirche Mariä Verkündigung | Saalbau mit Steildach und nördlichem Satteldachturm, im Kern romanisch, spätgotischer Chor und Wölbung 15. Jahrhundert, um 1725 barocker Ausbau; mit Ausstattung. | D-1-87-130-16 Wikidata | weitere Bilder |

### Feldolling
| Lage                                 | Objekt                                       | Beschreibung | Akten-Nr.              | Bild           |
| ------------------------------------ | -------------------------------------------- | --- | ---------------------- | -------------- |
| Blumenweg 2 (Standort)               | Ehemaliges Bauernhaus                        | Zweigeschossiger Flachsatteldachbau mit Blockbauobergeschoss, traufseitiger Laube und Hochlaube, Wirtschaftsteil mit Bundwerk, spätes 17. Jahrhundert Stallstadel, Satteldachbau mit Bundwerk, 1841; aus Entfelden, Gemeinde Altenmarkt a.d. Alz, Lkr. Traunstein, 1978 hierher transferiert | D-1-87-130-18 Wikidata | weitere Bilder |
| Feldkirchener Straße 7 (Standort)    | Bauernhaus                                   | Einfirsthof, zweigeschossiger Flachsatteldachbau mit Hochlaube und traufseitiger Laube, 18. Jahrhundert | D-1-87-130-19 Wikidata | weitere Bilder |
| Kirchstraße 2 (Standort)             | Wirtschaftsteil des ehemaligen Bauernhauses, | Mit Bundwerk und Stallgewölbe, Ende 18. Jahrhundert | D-1-87-130-21 Wikidata | weitere Bilder |
| Kirchstraße 6 (Standort)             | Katholische Filialkirche St. Nikolaus        | Spätgotischer Saalbau mit Steildach und westlichem Dachreiter mit Spitzhelm | D-1-87-130-17 Wikidata | weitere Bilder |
| Nähe Feldkirchener Straße (Standort) | Bildstock                                    | Pfeiler aus Tuffstein, 16. Jahrhundert | D-1-87-130-20 Wikidata | weitere Bilder |

### Großhöhenrain
| Lage                            | Objekt                                                | Beschreibung | Akten-Nr.              | Bild           |
| ------------------------------- | ----------------------------------------------------- | --- | ---------------------- | -------------- |
| Aschhofener Straße 2 (Standort) | Katholische Pfarrkirche St. Michael                   | Saalbau mit Steildach, Nordturm mit Haubendach, spätgotischer Bau, barock umgestaltet, Bezeichnet im Chor mit 1609, 1690–1697 Umbau; mit Ausstattung Lourdeskapelle, Tuffsteinbau mit Pyramidendach, 2. Hälfte 19. Jahrhundert                                                                                      | D-1-87-130-24 Wikidata | weitere Bilder |
| Schloßstraße 1 (Standort)       | Wohnteil des ehemaligen Bauernhauses                  | Zweigeschossiger Flachsatteldachbau mit Blockbauobergeschoss, umlaufender Laube und verbretterter Hochlaube, um 1720 | D-1-87-130-25 Wikidata | weitere Bilder |
| Schloßstraße 21 (Standort)      | Kapellennische                                        | Geöffnete Anlage mit geschwungenem Giebel und barocker Heiligenfigur, 18. Jahrhundert | D-1-87-130-27 Wikidata | weitere Bilder |
| Schloßstraße 21 (Standort)      | Schloss Höhenrain                                     | Hauptbau drei- und viergeschossig, mit Steilwalmdach und Erkertürmen mit Zwiebeldächern, im Kern 1545, um 1725 und um 1760 barocke Ausbauten; mit Ausstattung Östlich angeschlossene Nebengebäude: Gasthaus, Torhalle, ehemaliger Brauereisaal, ehemalige Remise, sämtlich 2. Hälfte 19. bis Anfang 20. Jahrhundert | D-1-87-130-26 Wikidata | weitere Bilder |
| Wimmerweg 1 (Standort)          | Kriegerdenkmal für die Gefallenen des Krieges 1870/71 | Mariensäule auf Marmorsockel, bezeichnet mit 1877 | D-1-87-130-29 Wikidata | weitere Bilder |

### Hohenfried
| Lage                     | Objekt                           | Beschreibung | Akten-Nr.              | Bild                             |
| ------------------------ | -------------------------------- | --- | ---------------------- | -------------------------------- |
| Zur Leiten 20 (Standort) | Mausoleum der Familie Stollwerck | zugleich als evangelische Gemeindekirche konzipiertes Grabmal, Säulenvorhalle mit Inschrift, 1927; mit Ausstattung | D-1-87-130-74 Wikidata | Mausoleum der Familie Stollwerck |

### Irnberg
| Lage                 | Objekt                       | Beschreibung | Akten-Nr.              | Bild                         |
| -------------------- | ---------------------------- | --- | ---------------------- | ---------------------------- |
| Irnberg 1 (Standort) | Herrenhaus des Gutes Irnberg | Zweigeschossiger Putzbau mit hohem abgewalmtem Satteldach, Schopfwalmdach und Giebelrisalit, in barockisierendem Jugendstil, 1904 | D-1-87-130-31 Wikidata | Herrenhaus des Gutes Irnberg |

### Kleinhöhenrain
| Lage                          | Objekt                                    | Beschreibung | Akten-Nr.              | Bild                    |
| ----------------------------- | ----------------------------------------- | --- | ---------------------- | ----------------------- |
| Dorfstraße 8 (Standort)       | Ehemaliges Bauernhaus                     | Einfirsthof, zweigeschossiger Flachsatteldachbau mit Hochlaube und erneuerten Wandfresken, um 1800                                     | D-1-87-130-33 Wikidata | weitere Bilder          |
| Nähe Dorfstraße (Standort)    | Heiligenrelief aus Holz                   | 18. Jahrhundert | D-1-87-130-35 Wikidata | Heiligenrelief aus Holz |
| Schöne Aussicht 11 (Standort) | Katholische Filialkirche St. Bartholomäus | Saalbau mit Steildach, Nordturm mit Zwiebelhaube und Marienkapelle, Turm im Kern spätgotisch, barocker Ausbau um 1720; mit Ausstattung | D-1-87-130-32 Wikidata | weitere Bilder          |

### Krügling
| Lage                   | Objekt     | Beschreibung | Akten-Nr.              | Bild           |
| ---------------------- | ---------- | --- | ---------------------- | -------------- |
| In der Au (Standort)   | Bildstock  | Marienfigur aus Holz, farbig gefasst, Ende 19. Jahrhundert                                                                                              | D-1-87-130-76 Wikidata | Bildstock      |
| Krügling 11 (Standort) | Bauernhaus | Einfirsthof, zweigeschossiger Flachsatteldachbau aus unverputzten Tuffquadern mit Hochlaube, Wirtschaftsteil mit Bundwerk, Bundwerk bezeichnet mit 1846 | D-1-87-130-37 Wikidata | weitere Bilder |

### Oberreit
| Lage                  | Objekt                                  | Beschreibung | Akten-Nr.              | Bild           |
| --------------------- | --------------------------------------- | --- | ---------------------- | -------------- |
| Oberreit 5 (Standort) | Katholische Filialkirche Mariä Opferung | Saalbau mit Steildach und Nordturm mit Kuppelhaube, spätgotischer Tuffquaderbau, 15. Jahrhundert, Turm 17. Jahrhundert, um 1730 und 1779 barocke Umgestaltung; mit Ausstattung | D-1-87-130-38 Wikidata | weitere Bilder |

### Oberwertach
| Lage                     | Objekt     | Beschreibung | Akten-Nr.              | Bild           |
| ------------------------ | ---------- | --- | ---------------------- | -------------- |
| Oberwertach 1 (Standort) | Bauernhaus | Einfirsthof, zweigeschossiger Flachsatteldachbau mit Hochlaube und traufseitiger Laube, am Wirtschaftsteil Bundwerk, Mitte 19. Jahrhundert | D-1-87-130-39 Wikidata | weitere Bilder |

### Percha
| Lage                 | Objekt  | Beschreibung                                                                        | Akten-Nr.              | Bild           |
| -------------------- | ------- | ----------------------------------------------------------------------------------- | ---------------------- | -------------- |
| In Percha (Standort) | Kapelle | Verputzter Satteldachbau mit Dachreiter, 2. Hälfte 19. Jahrhundert; mit Ausstattung | D-1-87-130-41 Wikidata | weitere Bilder |

### Ried
| Lage              | Objekt                    | Beschreibung | Akten-Nr.              | Bild                      |
| ----------------- | ------------------------- | --- | ---------------------- | ------------------------- |
| Ried 1 (Standort) | Wohnteil des Bauernhauses | Zweigeschossiger Flachsatteldachbau mit Blockbauobergeschoss, Laube und verbretterter Hochlaube, 2. Hälfte 17. Jahrhundert | D-1-87-130-42 Wikidata | Wohnteil des Bauernhauses |

### Staudach
| Lage                                          | Objekt              | Beschreibung | Akten-Nr.              | Bild           |
| --------------------------------------------- | ------------------- | --- | ---------------------- | -------------- |
| Staudach 1; Staudach 2; Staudach 3 (Standort) | Schlossgut Staudach | Für den damaligen Teileigentümer der Porzellanfabrik Hutschenreuther Alfred Pabst nach Plänen von Eugen Drollinger 1902 errichtet Gutshaus, villenartiger zweigeschossiger Putzbau mit Walm-, Schopfwalm-, Sattel-, Hauben- und Kegeldächern, Türmen, Erkern, Zwerchhaus, Zierfachwerk, Segmentbogen- und Thermenfenstern, historisierend Torhaus, zweigeschossiger Satteldachbau mit einseitigem Schopfwalm, Segmentbogenfenstern und Zierfachwerk, gleichzeitig Einfriedung mit Eckpfeilern und eingelassenen hölzernen Rundbogentüren, gleichzeitig Auffahrtsallee mit Linden, 19. Jahrhundert | D-1-87-130-43 Wikidata | weitere Bilder |

### Sterneck
| Lage                  | Objekt | Beschreibung | Akten-Nr.              | Bild |
| --------------------- | --- | --- | ---------------------- | --- |
| Sterneck 1 (Standort) | Gutshaus in Form eines oberbayerischen Einfirsthofes auf dem mittelalterlichen Burgstall Sternegg (Sterneck) | Zweigeschossiger Flachsatteldachbau mit umlaufender, tiefer Laube auf Stützen und verbretterter Giebellaube, Ende 19. Jahrhundert, im Kern wohl 17./18. Jahrhundert | D-1-87-130-44 Wikidata | Gutshaus in Form eines oberbayerischen Einfirsthofes auf dem mittelalterlichen Burgstall Sternegg (Sterneck) |

### Thal
| Lage               | Objekt                                      | Beschreibung | Akten-Nr.              | Bild           |
| ------------------ | ------------------------------------------- | --- | ---------------------- | -------------- |
| Thal 14 (Standort) | Katholische Filialkirche Hl. Dreifaltigkeit | Saalbau mit Satteldach und Dachreiter mit Zwiebelhaube, Langhaus im Kern romanisch, Chor 16. Jahrhundert, barocker Umbau im 17. Jahrhundert; mit Ausstattung | D-1-87-130-45 Wikidata | weitere Bilder |

### Unteraufham
| Lage                                      | Objekt                                               | Beschreibung | Akten-Nr.              | Bild           |
| ----------------------------------------- | ---------------------------------------------------- | --- | ---------------------- | -------------- |
| Feldkirchner Feld (Standort)              | Martersäule aus Kalktuff                             | wohl 17. Jahrhundert; nahe Unteraufham, Haus 9. | D-1-87-130-49 Wikidata | weitere Bilder |
| In Unteraufham; Unteraufham 1a (Standort) | Gutskapelle                                          | Verputzter Satteldachbau mit Dachreiter mit Spitzhelm, offene Vorhalle mit Walmdach und Gaube, 1910; mit Ausstattung                                              | D-1-87-130-48 Wikidata | weitere Bilder |
| Unteraufham 1 (Standort)                  | Gutshof                                              | Einfirstanlage, zweieingeschossiger Satteldachbau mit Kniestock und Standerker, Laube, Hochlaube und Segmentbogenfenstern, Putzgliederungen, Neurenaissance, 1902 | D-1-87-130-47 Wikidata | weitere Bilder |
| Unteraufham 11 (Standort)                 | Katholische Filialkirche St. Magdalena und Korbinian | Kleiner Saalbau mit Steildach und mittigem Dachreiter mit Zwiebelhaube, 15. Jahrhundert, im 18. Jahrhundert barockisiert; mit Ausstattung                         | D-1-87-130-46 Wikidata | weitere Bilder |

### Unterlaus
| Lage                    | Objekt                             | Beschreibung | Akten-Nr.              | Bild           |
| ----------------------- | ---------------------------------- | --- | ---------------------- | -------------- |
| Unterlaus 12 (Standort) | Katholische Filialkirche St. Vitus | Saalbau mit Satteldach und Westturm mit Steildach, spätgotischer Tuffquaderbau, barocker Ausbau um 1725; mit Ausstattung | D-1-87-130-50 Wikidata | weitere Bilder |

### Unterreit
| Lage                  | Objekt     | Beschreibung                                                 | Akten-Nr.              | Bild           |
| --------------------- | ---------- | ------------------------------------------------------------ | ---------------------- | -------------- |
| Baumerfeld (Standort) | Wegkapelle | Kleiner offener Satteldachbau, um 1817; am Weg nach Oberreit | D-1-87-130-51 Wikidata | weitere Bilder |

### Unterwertach
| Lage                       | Objekt  | Beschreibung                                                             | Akten-Nr.              | Bild           |
| -------------------------- | ------- | ------------------------------------------------------------------------ | ---------------------- | -------------- |
| In Unterwertach (Standort) | Kapelle | Satteldachbau mit Dachreiter und Putzgliederungen, 1838; mit Ausstattung | D-1-87-130-52 Wikidata | weitere Bilder |

### Vagen
| Lage                             | Objekt                                    | Beschreibung | Akten-Nr.              | Bild           |
| -------------------------------- | ----------------------------------------- | --- | ---------------------- | -------------- |
| Goldbachstraße 5 (Standort)      | Schloss Vagen                             | Dreiflügelanlage, dreigeschossiger Putzbau mit Satteldach, halbrunden Erkertürmen, Zwerchhäusern mit geschweiften Giebeln, Putzgliederungen, historisierend, um 1765, erweitert und umgebaut von Emil Lange, um 1872–73 Schlosskapelle, Satteldachbau mit Dachreiter mit Zwiebelhaube und Putzgliederungen, historisierend, um 1900 Schlossgarten, 18. und 19. Jahrhundert | D-1-87-130-54          | weitere Bilder |
| Goldbachstraße 9 (Standort)      | Ehemaliges Backhaus                       | Kalktuffbau mit Satteldach, um 1800 | D-1-87-130-55 Wikidata | weitere Bilder |
| Hauptstraße 6 (Standort)         | Katholische Pfarrkirche Mariä Himmelfahrt | Saalbau mit Satteldach und westlichem Satteldachturm, im Kern spätgotisch, 1746 barock verändert; mit Ausstattung | D-1-87-130-53          | weitere Bilder |
| Hauptstraße 8 (Standort)         | Bauernhaus                                | Einfirsthof, zweigeschossiger Flachsatteldachbau mit Blockbauobergeschoss und umlaufender Laube, 1719 | D-1-87-130-62 Wikidata | weitere Bilder |
| Hauptstraße 10 (Standort)        | Wohnteil des ehemaligen Bauernhauses      | Zweigeschossiger Flachsatteldachbau mit traufseitiger Laube und Putzgliederung, erste Hälfte 19. Jahrhundert | D-1-87-130-63 Wikidata | weitere Bilder |
| Leitzachwerkstraße 5 (Standort)  | Wohnteil des Bauernhauses                 | Zweigeschossiger Flachsatteldachbau mit Hochlaube, 18. Jahrhundert | D-1-87-130-56 Wikidata | weitere Bilder |
| Leitzachwerkstraße 9 (Standort)  | Bauernhaus                                | Einfirsthof, zweigeschossiger Flachsatteldachbau mit traufseitiger Laube und westlicher kleiner Heiligennische, 18. Jahrhundert | D-1-87-130-57 Wikidata | weitere Bilder |
| Leitzachwerkstraße 13 (Standort) | Ehemaliges Bauernhaus                     | Einfirsthof, zweigeschossiger Flachsatteldachbau mit traufseitiger Laube, Wirtschaftsteil mit Bundwerk, erste Hälfte 19. Jahrhundert | D-1-87-130-58 Wikidata | weitere Bilder |
| Lindenstraße 3 (Standort)        | Bauernhaus                                | Mit Widerkehr, zweigeschossiger Flachsatteldachbau mit Obergeschoss in Blockbauweise und umlaufender Laube, Mitte 18. Jahrhundert, firstgeteiltes Anwesen mit Lindenstraße 5 | D-1-87-130-59 Wikidata | weitere Bilder |
| Lindenstraße 5 (Standort)        | Bauernhaus                                | Mit Widerkehr, zweigeschossiger Flachsatteldachbau mit Obergeschoss in Blockbauweise und umlaufender Laube, Mitte 18. Jahrhundert, firstgeteiltes Anwesen mit Lindenstraße 3 | D-1-87-130-60 Wikidata | Bauernhaus     |
| Lindenstraße 14 (Standort)       | Ehemaliger Brauereigasthof                | Stattlicher zweigeschossiger Satteldachbau mit Kniestock, Lauben, südlichem Bodenerker und Putzgliederungen sowie Heiligenfigur, Erdgeschoss mit Gewölben, in historisierender Formensprache, drittes Viertel 19. Jahrhundert | D-1-87-130-61 Wikidata | weitere Bilder |
| Neuburgstraße 8 (Standort)       | Ehemaliges Benefiziatenhaus               | Zweigeschossiger verputzter Walmdachbau, 1844 | D-1-87-130-66 Wikidata | weitere Bilder |
| Neuburgstraße 14 (Standort)      | Kruzifix                                  | Aus Holz, farbig gefasst, 1. Hälfte 19. Jahrhundert; am Gebäude | D-1-87-130-67 Wikidata | weitere Bilder |

### Westerham
| Lage                                                  | Objekt                                      | Beschreibung | Akten-Nr.              | Bild                                 |
| ----------------------------------------------------- | ------------------------------------------- | --- | ---------------------- | ------------------------------------ |
| Aiblinger Straße 6 (Standort)                         | Katholische Filialkirche St. Peter und Paul | Spätgotischer Saalbau mit Satteldach und Nordturm mit Zwiebelhaube, verputzter Tuffsteinbau, 15. Jahrhundert, barocker Ausbau, 1697, Vorhalle wohl 1901; mit Ausstattung | D-1-87-130-69 Wikidata | weitere Bilder                       |
| Bachweg (Standort)                                    | Martersäule                                 | Kalktuff, wohl 16. Jahrhundert | D-1-87-130-70 Wikidata | Martersäule                          |
| Nähe Miesbacher Straße (Standort)                     | Gedenkstein für Prinzregent Luitpold        | Bronzeplatte auf Rotmarmorblock, 1911 | D-1-87-130-71 Wikidata | Gedenkstein für Prinzregent Luitpold |
| Nähe Naringer Straße (Standort)                       | Wegkapelle                                  | Verputzter Satteldachbau mit Dachreiter und Stichbogenfenstern, über der Tür bezeichnet mit 1863; mit Ausstattung                                                        | D-1-87-130-72 Wikidata | weitere Bilder                       |
| Wendelsteinstraße 4; Wendelsteinstraße 4 a (Standort) | Wohnteil eines Bauernhauses                 | Zweigeschossiger Flachsatteldachbau mit Kniestock, Firstpfette bezeichnet mit 1823                                                                                       | D-1-87-130-73 Wikidata | Wohnteil eines Bauernhauses          |

## Ehemalige Baudenkmäler
In diesem Abschnitt sind Objekte aufgeführt, die früher einmal in der Denkmalliste eingetragen waren, jetzt aber nicht mehr. Objekte, die in anderem Zusammenhang – also z. B. als Teil eines Baudenkmals – weiter eingetragen sind, sollen hier nicht aufgeführt werden. Aktennummern in diesem Abschnitt sind ehemalige, jetzt nicht mehr gültige Aktennummern.

| Lage                                | Objekt                    | Beschreibung | Akten-Nr.              | Bild                      |
| ----------------------------------- | ------------------------- | --- | ---------------------- | ------------------------- |
| Feldolling Kirchstraße 3 (Standort) | Ehemaliges Bauernhaus     | Einfirsthof, zweigeschossiger Flachsatteldachbau mit Blockbauobergeschoss, umlaufender Laube und verbretterter Hochlaube, 2. Hälfte 17. Jahrhundert | D-1-87-130-22 Wikidata | Ehemaliges Bauernhaus     |
| Feldolling Kirchstraße 4 (Standort) | Ehemaliges Bauernhaus     | Einfirsthof, zweigeschossiger Flachsatteldachbau mit Blockbauobergeschoss, dreiseitig umlaufender Laube und Hochlaube, 18. Jahrhundert | D-1-87-130-23          | Ehemaliges Bauernhaus     |
| Großhöhenrain ()                    | Martersäule               | Kalktuff, wohl 17. Jahrhundert | D-1-87-130-30 Wikidata |                           |
| Krügling Krügling 1 (Standort)      | Wohnteil des Bauernhauses | Zweigeschossiger Flachsatteldachbau in Blockbauweise mit umlaufender Laube, 17. Jahrhundert | D-1-87-130-36 Wikidata | Wohnteil des Bauernhauses |
| Vagen Hauptstraße 6 (Standort)      | Kruzifix                  | Hölzernes Kreuz mit Bronze-Christus, 1920er Jahre | D-1-87-130-53          | weitere Bilder            |
| Vagen Hauptstraße 6 (Standort)      | Friedhofskapelle          | Walmdachbau mit Säulenvorhalle im Stil des reduzierten Historismus, um 1910 | D-1-87-130-53          | weitere Bilder            |
| Vagen Hauptstraße 19 (Standort)     | Bauernhaus                | Einfirsthof, zweigeschossiger Flachsatteldachbau mit Laube und Hochlaube mit barocken Balustern, Wirtschaftsteil mit Bundwerk, Ende 18. Jahrhundert, Mitte 19. Jahrhundert erweitert | D-1-87-130-65 Wikidata | weitere Bilder            |
| Vagen Neuburgstraße 14 (Standort)   | Bauernhaus                | Einfirsthof, zwei aneinandergebaute Bauernhäuser mit südlichem Anbau, zweigeschossige Flachsatteldachbauten mit teilweise Blockbauobergeschoss, umlaufende Laube auf Stützen und Laube, zweigeschossiger Anbau mit Satteldach, Rundbogenöffnungen, 18. Jahrhundert, erste Hälfte 19. Jahrhundert Erweiterung | D-1-87-130-67 Wikidata | weitere Bilder            |